# 合山市
合山市（ごうざん-し）は中華人民共和国広西チワン族自治区来賓市に位置する県級市。

## 行政区画
- 鎮:嶺南鎮、北泗鎮、河里鎮